# 可表函子
可表函子是在数学中范畴论里的概念，指从任意范畴到集合范畴的一种特殊函子。这种函子将抽象的范畴表达成人们熟知的结构（即集合与函数），从而使得对集合范畴的了解可以尽可能应用到其它环境中。
从另外一个角度看，范畴的可表函子是随范畴而生的。因此，可表函子理论可以视作偏序集合理论中的上闭集合以及群论中的凱萊定理的极大的推广。

## 定义
设 {\displaystyle {\mathcal {C}}} 为局部小范畴，并记集合范畴为 {\displaystyle \mathbf {Set} } 。对 {\displaystyle {\mathcal {C}}} 中的每个对象 {\displaystyle A} 以 {\displaystyle \operatorname {Hom} (A,-)} 指代将对象 {\displaystyle X} 映到集合 {\displaystyle \operatorname {Hom} (A,X)} 的Hom函子。
函子 {\displaystyle F:{\mathcal {C}}\to \mathbf {Set} } 是可表的当存在某个 {\displaystyle {\mathcal {C}}} 中的对象 {\displaystyle A} 使得 {\displaystyle F} 自然同构于 {\displaystyle \operatorname {Hom} (A,-)}。而满足
{\displaystyle \Phi :\operatorname {Hom} (A,-)\to F}
为自然同构的对 {\displaystyle (A,\Phi )} 则称为 {\displaystyle F} 的一个表示。
从 {\displaystyle {\mathcal {C}}} 到 {\displaystyle \mathbf {Set} } 的反变函子 {\displaystyle G} 不过是（协变）函子 {\displaystyle G:{\mathcal {C}}^{\mathrm {op} }\to \mathbf {Set} }，常被称作预层。与协变的情况相似，预层是可表的当它自然同构与某个反变的Hom函子 {\displaystyle \operatorname {Hom} (-,A)}，其中 {\displaystyle A} 是 {\displaystyle {\mathcal {C}}} 中的某个对象。

## 泛元素
根据米田引理，从 {\displaystyle \operatorname {Hom} (A,-)} 到 {\displaystyle F} 的自然变换与集合 {\displaystyle F(A)} 一一对应。给定自然变换 {\displaystyle \Phi :\operatorname {Hom} (A,-)\to F}，与之对应的元素 {\displaystyle u\in F(A)} 由
{\displaystyle u=\Phi _{A}(\mathrm {id} _{A}).\,}
给出。反之，给定元素 {\displaystyle u\in F(A)}，可以如下定义自然变换 {\displaystyle \Phi :\operatorname {Hom} (A,-)\to F}
{\displaystyle \Phi _{X}(f)=(Ff)(u),\,}
其中 {\displaystyle f} 是 {\displaystyle \operatorname {Hom} (A,X)} 中的任意元素。为了得到 {\displaystyle F} 的表示，我们需要确定 {\displaystyle u} 诱导的自然变换何时会是同构。这引导出如下定义：
函子 {\displaystyle F:{\mathcal {C}}\to \mathbf {Set} } 的泛元素是由 {\displaystyle {\mathcal {C}}} 中的对象 {\displaystyle A} 与 {\displaystyle F(A)} 中的元素 {\displaystyle u} 组成的一对 {\displaystyle (A,u)}，使得对于任意满足' {\displaystyle v\in F(X)} 的对 {\displaystyle (X,v)}，都存在唯一映射 {\displaystyle f:A\to X} 使得 {\displaystyle (Ff)(u)=v} 。
泛元素还可看作从单点集合 {\displaystyle \{\cdot \}} 到函子 {\displaystyle F} 的泛态射，又或者看作 {\displaystyle F} 的元素范畴中的始对象。
这样，由元素 {\displaystyle u\in F(A)} 诱导的自然变换是自然同构当且仅当 {\displaystyle (A,u)} 是 {\displaystyle F} 的泛元素。由此可以得出 {\displaystyle F} 的表示与 {\displaystyle F} 的泛元素之间的一一对应。为此，泛元素 {\displaystyle (A,u)} 常常也被称为表示。

## 范例
- 考虑反变函子 {\displaystyle P:\mathbf {Set} \to \mathbf {Set} }，将集合映到其冪集、将函数映到其原像映射。要表示这个函子，我们需要一对 {\displaystyle (A,u)}，其中 {\displaystyle A} 是集合而 {\displaystyle u} 是 {\displaystyle A} 的子集（即 {\displaystyle P(A)} 中的元素），使得对于任意集合 {\displaystyle X}，态射集合 {\displaystyle \operatorname {Hom} (X,A)} 通过函数 {\displaystyle \Phi _{X}(f)=(Pf)u=f^{-1}(u)} 与 {\displaystyle P(X)} 双射。取 {\displaystyle A=\{0,1\}} 及 {\displaystyle u=\{1\}}，那么给定任意子集 {\displaystyle S\subseteq X}，对应的函数 {\displaystyle X\to A} 正是 {\displaystyle S} 的示性函数。
- 映到 {\displaystyle \mathbf {Set} } 的遺忘函子常常是可表的。特别地，每当 {\displaystyle A} 是由单个生成元 {\displaystyle u} 组成的单元素集合上的自由對象，遗忘函子都由 {\displaystyle (A,u)} 所表示，如：
  - 群范畴上的遗忘函子 {\displaystyle \mathbf {Grp} \to \mathbf {Set} } 由 {\displaystyle (\mathbb {Z} ,1)} 所表示。
  - 环范畴上的遗忘函子 {\displaystyle \mathbf {Ring} \to \mathbf {Set} } 由整系数单变元多项式环 {\displaystyle (\mathbb {Z} [x],x)} 所表示。
  - {\displaystyle k}-向量空间范畴上的遗忘函子 {\displaystyle k{\textrm {-}}\mathbf {Vect} \to \mathbf {Set} } 由 {\displaystyle (k,1)} 所表示。
  - 拓撲空間範疇上的遗忘函子 {\displaystyle \mathbf {Top} \to \mathbf {Set} } 由单元素拓扑空间和其唯一元素所表示。
- 群 {\displaystyle G} （甚至广群）可以视作只有单个对象（记作 {\displaystyle \cdot }）的范畴。从这个范畴 {\displaystyle G} 到 {\displaystyle \mathbf {Set} } 的每个函子都对应于一个 {\displaystyle G}-集合；其中从 {\displaystyle G} 到 {\displaystyle \mathbf {Set} } 唯一的Hom函子 {\displaystyle \operatorname {Hom} (\,\cdot \,,-)} 对应于底集合为 {\displaystyle G}、作用为 {\displaystyle G} 中左乘法的典范 {\displaystyle G}-集合。借助群论中的标准论证可知从 {\displaystyle G} 到 {\displaystyle \mathbf {Set} } 函子可表当且仅当其对应的 {\displaystyle G}-集合为正则的（即自由且可递；这类 {\displaystyle G}-集合也称为 {\displaystyle G}-旋子或堆），而为这个函子选择一个表示即相当于为这个堆选择一个恒等元。
- 设 {\displaystyle {\mathcal {C}}} 为对象是CW复形、态射为连续映射的同伦类的范畴。对于每个自然数 {\displaystyle n} 存在一个反变函子 {\displaystyle H^{n}:{\mathcal {C}}\to \mathbf {Ab} }，将每个CW复形映到其  {\displaystyle n} 阶（整系数）上同调群。与阿贝尔群范畴上的遗忘函子复合后即得到一个从 {\displaystyle {\mathcal {C}}} 到 {\displaystyle \mathbf {Set} } 的反变函子。代数拓扑中的布朗可表性定理声明这个函子可由一个CW复形 {\displaystyle K(\mathbb {Z} ,n)} 所表示；这个CW复形被称为艾伦伯格-麦克兰恩空间。

## 性质

### 唯一性
函子的表示在同构的意义下唯一。换言之，如果 {\displaystyle (A_{1},\Phi _{1})} 与 {\displaystyle (A_{2},\Phi _{2})} 表示同一个函子，那么存在唯一的同构 {\displaystyle \varphi :A_{1}\to A_{2}} 使得
{\displaystyle \Phi _{1}^{-1}\circ \Phi _{2}=\mathrm {Hom} (\varphi ,-)}
作为从 {\displaystyle \operatorname {Hom} (A_{2},-)} 到 {\displaystyle \operatorname {Hom} (A_{1},-)} 自然同构相等。这一事实可由米田引理简单得出。
用泛元素的语言表述如下：如果 {\displaystyle (A_{1},u_{1})} 与 {\displaystyle (A_{2},u_{2})} 表示同一个函子，那么存在唯一的同构 {\displaystyle \varphi :A_{1}\to A_{2}} 使得 
{\displaystyle (F\varphi )u_{1}=u_{2}.}

### 保极限性
可表函子自然同构于Hom函子，因而享有许多后者的性质。尤其值得注意的是，（协变）可表函子保持所有极限。由此可得，未能保持某些极限的函子都不是可表的。
相似地，反变可表函子把餘极限映到极限。

### 左伴随
如果函子 {\displaystyle K:{\mathcal {C}}\to \mathbf {Set} } 带有左伴随 {\displaystyle F:\mathbf {Set} \to {\mathcal {C}}}，那么它就可由 {\displaystyle (FX,\eta _{X}(\cdot ))} 表示；这里 {\displaystyle X=\{\cdot \}} 是某个单元素集合，而 {\displaystyle \eta } 是伴随的单位。
反之，如果 {\displaystyle K} 由对 {\displaystyle (A,u)} 表示，且 {\displaystyle A} 的任意上幂在 {\displaystyle {\mathcal {C}}} 中都存在，那么 {\displaystyle K} 拥有左伴随 {\displaystyle F}，后者将任意集合 {\displaystyle I} 映到 {\displaystyle A} 的 {\displaystyle I} 次上幂。
所以，如果 {\displaystyle {\mathcal {C}}} 是带所有上幂的范畴，则函子 {\displaystyle K:{\mathcal {C}}\to \mathbf {Set} } 是可表的当且仅当它拥有左伴随。

## 与泛态射及伴随的关联
泛态射和伴随函子这两个范畴论概念都可以用可表函子表达。
设 {\displaystyle G:{\mathcal {D}}\to {\mathcal {C}}} 为函子，{\displaystyle X} 为 {\displaystyle {\mathcal {C}}} 中的对象。那么 {\displaystyle (A,\varphi )} 是从{\displaystyle X} 到 {\displaystyle G} 的泛态射当且仅当 {\displaystyle (A,\varphi )} 是函子 {\displaystyle \operatorname {Hom} _{\mathcal {C}}(X,G-):{\mathcal {D}}\to \mathbf {Set} } 的表示。由此可知 {\displaystyle G} 带有左伴随（记为 {\displaystyle F}）当且仅当函子 {\displaystyle \operatorname {Hom} _{\mathcal {C}}(X,G-)} 对于任意 {\displaystyle {\mathcal {C}}} 中的对象 {\displaystyle X} 都可表。此外，伴随正由自然同构 {\displaystyle \Phi _{X}:\operatorname {Hom} _{\mathcal {D}}(FX,-)\to \operatorname {Hom} _{\mathcal {C}}(X,G-)} 给出，即：
{\displaystyle \Phi _{X,Y}\colon \mathrm {Hom} _{\mathcal {D}}(FX,Y)\to \mathrm {Hom} _{\mathcal {C}}(X,GY)}
对于所有{\displaystyle X} 和 {\displaystyle Y} 都是（自然的）双射。
与之对偶的陈述也成立：设 {\displaystyle F:{\mathcal {C}}\to {\mathcal {D}}} 为函子，{\displaystyle Y} 为 {\displaystyle {\mathcal {D}}} 中的对象。那么那么 {\displaystyle (A,\varphi )} 是从{\displaystyle F} 到 {\displaystyle Y} 的泛态射当且仅当 {\displaystyle (A,\varphi )} 是函子 {\displaystyle \operatorname {Hom} _{\mathcal {D}}(F-,Y):{\mathcal {C}}\to \mathbf {Set} } 的表示。由此可知 {\displaystyle F} 带有右（记为 {\displaystyle G}）伴随当且仅当函子 {\displaystyle \operatorname {Hom} _{\mathcal {D}}(F-,Y)} 对于任意 {\displaystyle {\mathcal {D}}} 中的对象 {\displaystyle Y} 都可表。